# Allensworth
Allensworth es un lugar designado por el censo ubicado en el condado de Tulare, California, Estados Unidos. Según el censo de 2020, tiene una población de 531 habitantes.
En los Estados Unidos, un lugar designado por el censo (traducción literal de la frase en inglés census-designated place, CDP) es una concentración de población identificada por la Oficina del Censo exclusivamente para fines estadísticos.

## Geografía
Está ubicado en las coordenadas 35°50′59.56″N 119°23′21.15″O / 35.8498778, -119.3892083.